# Wuzhong (Suzhou)
Wuzhong (en chino, 吴中; pinyin, Wúzhōng) es un distrito urbano bajo la administración directa de la Prefectura Suzhou en la Provincia de Jiangsu, República Popular China.  Su área es de 2231 km² y su población total para 2015 superó los 1,12 millones habitantes. 

## Administración
Desde julio de 2023, el  Distrito Wuzhong se divide en 14 pueblos que se administran en 7 subdistritos y 7   poblados.